# Wimmeria chiapensis
Wimmeria chiapensis é uma espécie de planta da família Celastraceae.
É endémica do México.